# Wirginaliści angielscy

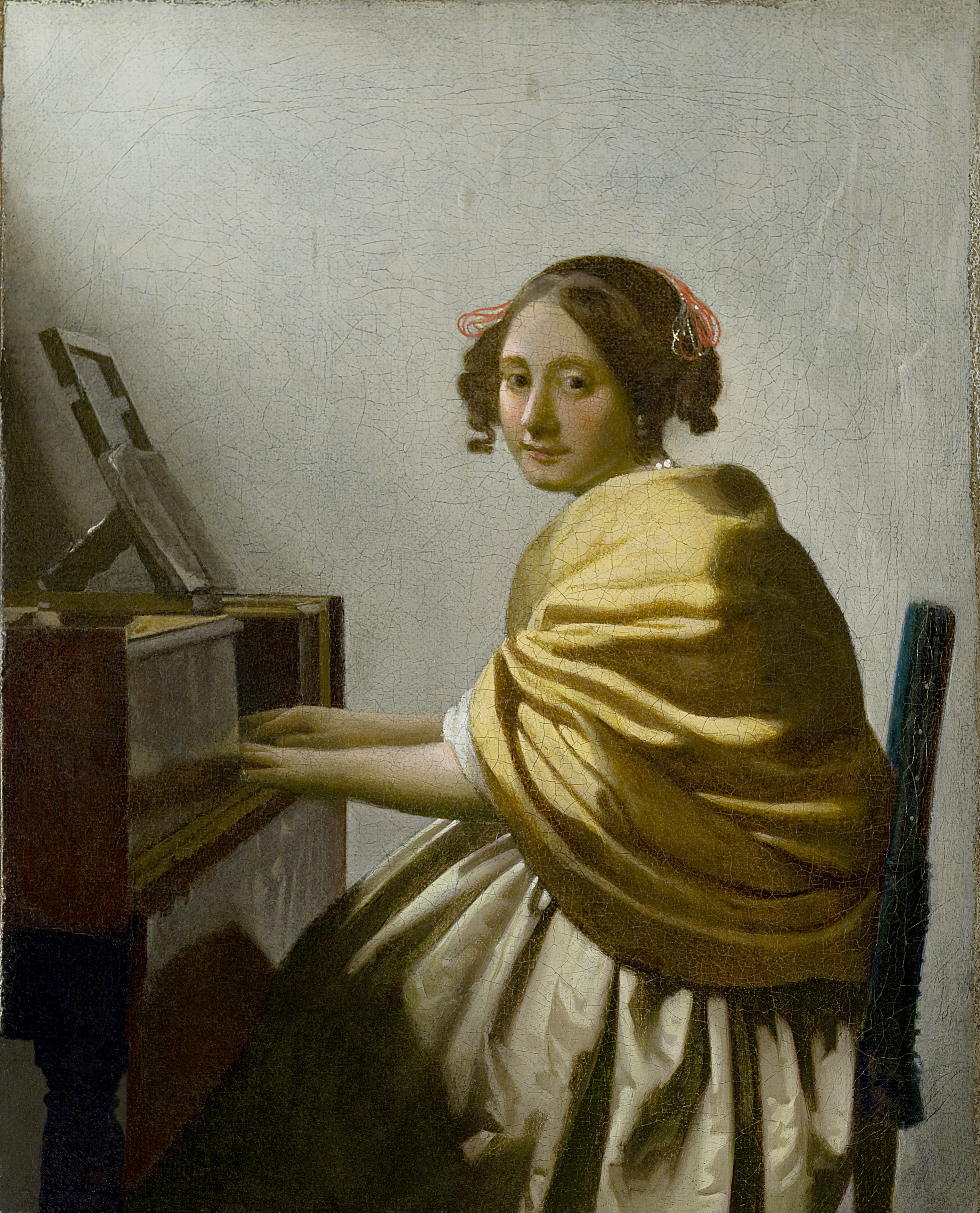
Młoda kobieta siedząca przy wirginale – obraz Jana Vermeera

Wirginaliści angielscy – grupa kompozytorów działająca w Anglii na przełomie XVI i XVII wieku, tworzących utwory na wirginał i klawesyn. Ich utwory cechowała wariacyjność oraz wirtuozowska faktura oparta na basso ostinato i przejawiająca się dużą liczbą ozdobników, pasaży i biegników. Komponowali preludia, fantazje, ricercary, tańce, wariacje (głównie oparte na basso ostinato grounds) oraz opracowania wokalnych utworów religijnych i świeckich
Do wirginalistów angielskich zalicza się m.in. Williama Byrda (1543–1623), Johna Bulla (1562–1628), Gilesa Farnaby’ego (1563–1640), Orlanda Gibbonsa (1583–1625), Thomasa Morleya (1557–1602), Petera Philipsa (1560–1628), Thomasa Tallisa (1505–1585), Thomasa Tomkinsa (1572–1656) oraz Thomasa Weelkesa (1576–1623).

## Publikacje
Głównymi źródłami muzyki wirginałowej są rękopisy z tabulaturami:
- 1560 Thomas Mulliner Virginal Book[2]
- 1591 My Lady Nevell's Booke[2]
- ok. 1600 William Kinloch Manuscript[2]
- ok. 1600 Benjamin Cosyn's Virginal Book[2]
- 1624 Will Forster's Virginal Book[2]
- 1625 Fitzwilliam Virginal Book(inne języki)[3]
- 1656 Elisabeth Rogers Book[2]